# IEEE 802.11p
IEEE 802.11p（又稱WAVE，Wireless Access in the Vehicular Environment）是一個由IEEE 802.11標準擴充的通訊協定。這個通訊協定主要用在車用電子的無線通訊上。它設定上是從IEEE 802.11來擴充延伸，來符合智慧型運輸系統（Intelligent Transportation Systems，ITS）的相關應用。應用的層面包括高速率的车辆之间以及车辆与5.9千兆赫（5.85-5.925千兆赫）波段的標準ITS路边基础设施之間的資料数据交换。IEEE 1609標準則是以IEEE 802.11p通訊協定為基礎的高層標準。
802.11p將被用在車載通訊（或稱專用短距離通訊，Dedicated Short Range Communications，DSRC）系統中，這是一個美國交通部（U.S. Department of Transportation）基於歐洲針對車輛的通訊網路，特別是電子道路收費系統、车辆安全服务與車上的商業交易系統等等的應用而設計中長距繼續傳播隔空接口（Continuous Air interfaces - Long and Medium Range，CALM）系統的計畫。該計畫最終的願景是建立一個允許車輛與路邊無線接取器或是其他車輛間的通訊的全国性网络。这项工作是建立在其前導的ASTM E2213-03計畫的基础上。

## 目前狀態
该802.11p工作小组仍然是活動中的。按照官方正式的802.11工作计划時間表，预定将于2009年4月公布核定的802.11p修正案。

## 其他地區
香港2001年起進行電子道路收費可行性研究，有計劃使用802.11p作為香港的電子道路收費標淮；計劃於2010年起在所有新申領或續領行車證的車輛中加設有關裝置
。

## 延伸閱讀
- IEEE Draft Std P802.11p/D1.0, February 2006 , Part 11:wireless LAN Medium
- 曹燿麟，《互補碼車用高速移動無線網路之性能分析》，國立中山大學碩士論文，2007年
- 呂懿慧，《通訊技術於智慧型運輸系統（ITS）之應用硏究：以DSRC為例》新竹縣竹東鎮：財團法人工業技術研究院產業經濟與資訊服務中心出版，2003年 ISBN 957-774-580-6
- 鄒典齊，《移動性正交頻分多工系統之有效的通道追蹤方法》，元智大學碩士論文，2006年
- 陳翰緯，《利用辨碼指引解調及一階最小均方差頻域等化器為基礎之正交頻分多工接收器架構應用於短距無線通訊之性能分析》，元智大學碩士論文，2005年
- 周俊祥，《車載通訊系統基頻處理平台研究》，元智大學碩士論文，2004年
- 林盟翔，《利用一階最小均方差頻域等化器之正交頻分多工接收器架構應用於短距無線通訊之性能表現》，元智大學碩士論文，2005年
- 劉如傑，《適用於高速移動環境下的無線區域網路通道追蹤技術》，中正大學碩士論文，2006年

## 外部連結
- （英文） 802.11p計畫的狀態（页面存档备份，存于） IEEE Task Group TGp
- （英文）什麼是車載通訊(DSRC)? IEEE的文章，有demo可看
- （英文）Intelligent Transportation gets 802.11p《Daily Wireless》2004年7月15日
- （英文）Dan Benjamin，Could 802.11p spell the end for cellular in the automobile?《ABI Research》2004年7月14日
- （英文）Adam Stone，When Wi-Fi Will Drive 《Wi-Fi Planet》2004年10月15日
- 鄧友清，車用規格IEEE 802.11p介紹與未來發展（doc檔），工研院IEK-IT IS計畫，2005年
- WAVE 與 IEEE 1609（页面存档备份，存于），2007年7月2日
- 车载通信DSRC技术和通信机制研究[永久]
- 車際通訊技術與願景
- IEEE 802.11p日形完備　車載資通訊網路環環相扣（页面存档备份，存于）

### 相關新聞報導
- 802.11p将受汽车厂商欢迎，蜂窝和无线宽带仍有市场[永久]於 國際電子商情（页面存档备份，存于），2004年8月9日
- IEEE完成四项汽车环境中无线通信标准（页面存档备份，存于），通信世界網（页面存档备份，存于），2007年10月10日
- IEEE批准通過IEEE1609.3汽車環境無線通信標準[永久]，技術在線，2007年10月25日
- IEEE四标准试用 批准通过有关汽车无线通信系列标准（页面存档备份，存于），標準網（页面存档备份，存于），2007年11月14日